# سيمون فتال
سيمون فتال (بالإنجليزية: Simone Fattal)‏ (مواليد 1942) فنانة لبنانية أمريكية. ولدت في دمشق وتعلمت في بيروت وباريس، ودرست الفلسفة في جامعة السوربون. عادت إلى بيروت في عام 1969، حيث بدأت حياتها المهنية كرسامة. بدأت العمل في الطين في معهد الفنون في كاليفورنيا، وعملت لاحقًا في جراس مع الفنان السيراميك هانز سبينر.
عاشت مع الشاعرة والفنانة إيتيل عدنان. غادر الزوجان لبنان متجهين إلى كاليفورنيا في عام 1980. وهناك قامت الفتال بتأسيس دار للنشر بعد نشر أبولو. عادت إلى الفنون البصرية في عام 1988، وتنتج النحت والألوان المائية واللوحات والفن التصويري. انتقلت لاحقًا إلى باريس.
في عام 2017، تم ترشيحها لجائزة أوير للفنانات.